# Roque Adames Rodríguez

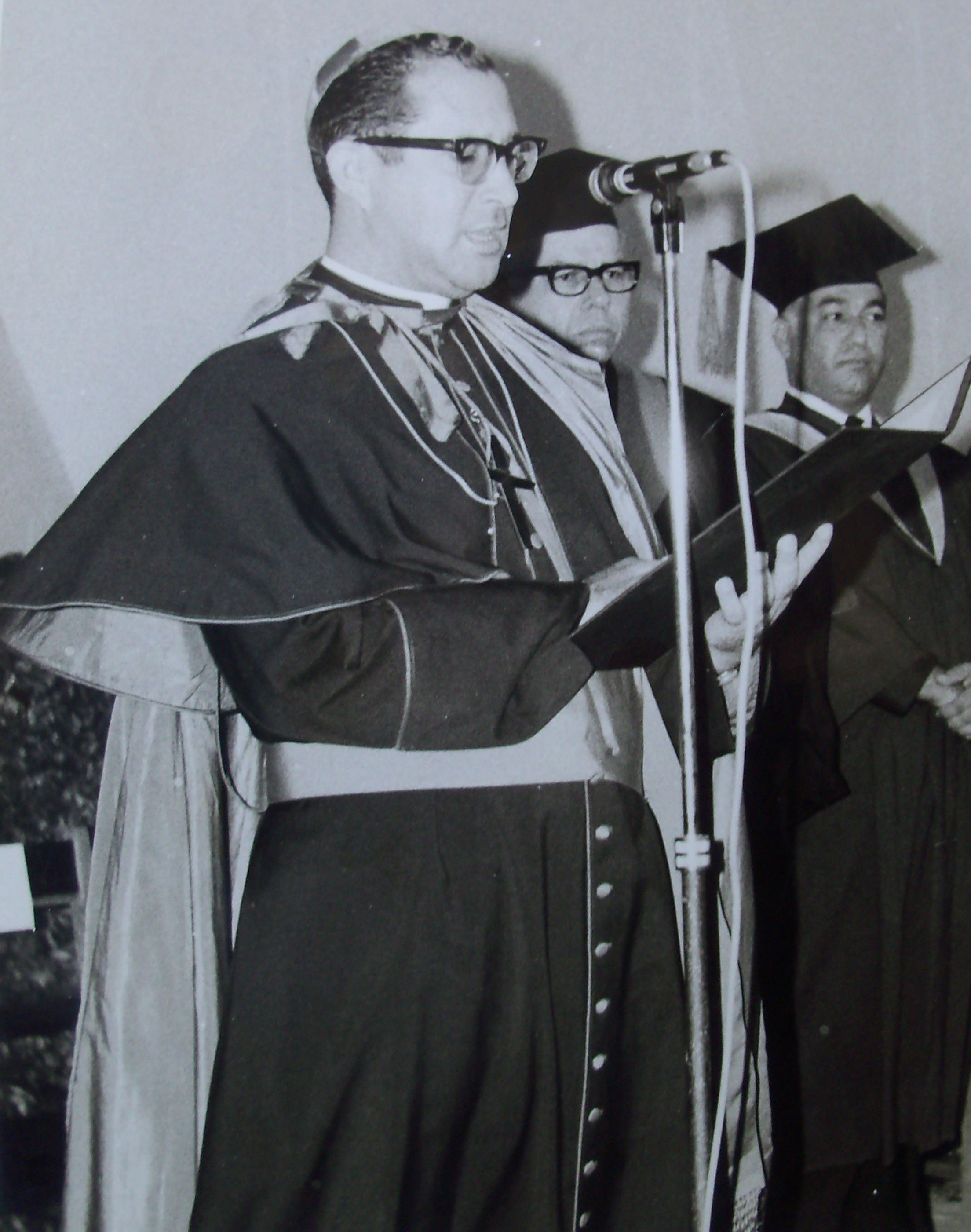
Roque Adames Rodríguez

Roque Antonio Adames Rodríguez (* 8. November 1928 in Janico, Dominikanische Republik; † 31. Oktober 2009 in Santiago de los Caballeros) war Bischof von Santiago de los Caballeros.

## Leben
Roque Adames Rodríguez studierte Theologie und Philosophie am Diözesanseminar. An der Päpstlichen Universität Gregoriana in Rom wurde er promoviert. Am Päpstlichen Bibelinstitut in Rom absolvierte er weitere Studien. 1954 empfing er die Priesterweihe.
Papst Paul VI. ernannte ihn am 1966 zum Bischof von Santiago de los Caballeros. Die Bischofsweihe spendete ihm der Erzbischof und spätere Kardinal Octavio Antonio Beras Rojas am 22. Mai 1966; Mitkonsekratoren waren die Bischöfe Hugo Eduardo Polanco Brito und Juan Félix Pepén y Solimán. 
1992 wurde seinem vorzeitigen Rücktrittsgesuch durch Papst Johannes Paul II. stattgegeben.
Er war 1967 Gründer der Initiative „Sierra Plan“ für die Erhaltung und sinnvolle Nutzung der natürlichen Ressourcen. 1976 gründete er die Wochenzeitung Camino (Weg).
Er war Rektor der Päpstlichen Katholischen Universität „Mater et Magistra“ (PUCMM) und Professor an der Universidad Autónoma de Santo Domingo (UASD).